# Tiefenlachen
Tiefenlachen ist ein Gemeindeteil von Markt Indersdorf im oberbayerischen Landkreis Dachau. Der Weiler liegt circa drei Kilometer nordwestlich von Indersdorf und ist über die Kreisstraße DAH 4 zu erreichen.
Der Ort wurde 1260 als „Tiuflachen“ erstmals erwähnt.

## Baudenkmäler
Siehe auch: Liste der Baudenkmäler in Tiefenlachen
- Katholische Kapelle St. Maria